# Rithora
Rithora is een nagar panchayat (plaats) in het district Bareilly van de Indiase staat Uttar Pradesh. 

## Demografie
Volgens de Indiase volkstelling van 2001 wonen er 14.044 mensen in Rithora, waarvan 53% mannelijk en 47% vrouwelijk is. De plaats heeft een alfabetiseringsgraad van 33%.
In 2011 was de bevolking aangegroeid tot 17.186, een gemiddelde groei van 2,04% per jaar. De oppervlakte van het grondgebied bedraagt 10 km2.